# Madonna di Bagnacavallo
La Madonna di Bagnacavallo è un dipinto a olio su tavola (48x36 cm) di Albrecht Dürer, databile a prima del 1505 circa e conservato nella Fondazione Magnani-Rocca di Traversetolo (Parma).

## Storia
L'opera, chiamata anche Madonna del Patrocinio, fu rinvenuta da monsignor Antonio Savioli nel secondo dopoguerra nel convento delle monache cappuccine a Bagnacavallo, in provincia di Ravenna, dove attirò l'attenzione del religioso che la considerò di ambito leonardesco. Nel 1961 Roberto Longhi la riconobbe come opera di Dürer. Nel 1969, quando il convento venne chiuso e le monache lasciarono Bagnacavallo, il dipinto venne venduto al collezionista-mecenate Luigi Magnani (1906-1984). Oggi la collezione di Magnani è gestita dalla Fondazione Magnani-Rocca.
Indagini d'archivio hanno appurato che la tavola era entrata in convento nel 1822 con l'ingresso in clausura della badessa del convento delle clarisse di Cotignola chiuso in seguito alle soppressioni napoleoniche.
Le ipotesi più suggestive identificano l'opera con uno di quei dipinti che Dürer portò con sé dalla Germania nel 1505, per finanziarsi durante il suo secondo viaggio in Italia, anche perché l'analisi stilistica, soprattutto della composizione, rileva stilemi ancora legati alla tradizione tardogotica tedesca, ascrivibili a prima del secondo viaggio. Dell'opera si conosce un disegno preparatorio del 1495, che copiava un Bambin Gesù tratto da un lavoro di Lorenzo di Credi (visto forse a Venezia in una copia a disegno o a stampa); la fisionomia di Maria invece ricorda i tipi di Giovanni Bellini, che l'artista aveva dimostrato di assimilare anche in opere riferibili allo stesso periodo, come la Madonna Haller.

## Descrizione e stile

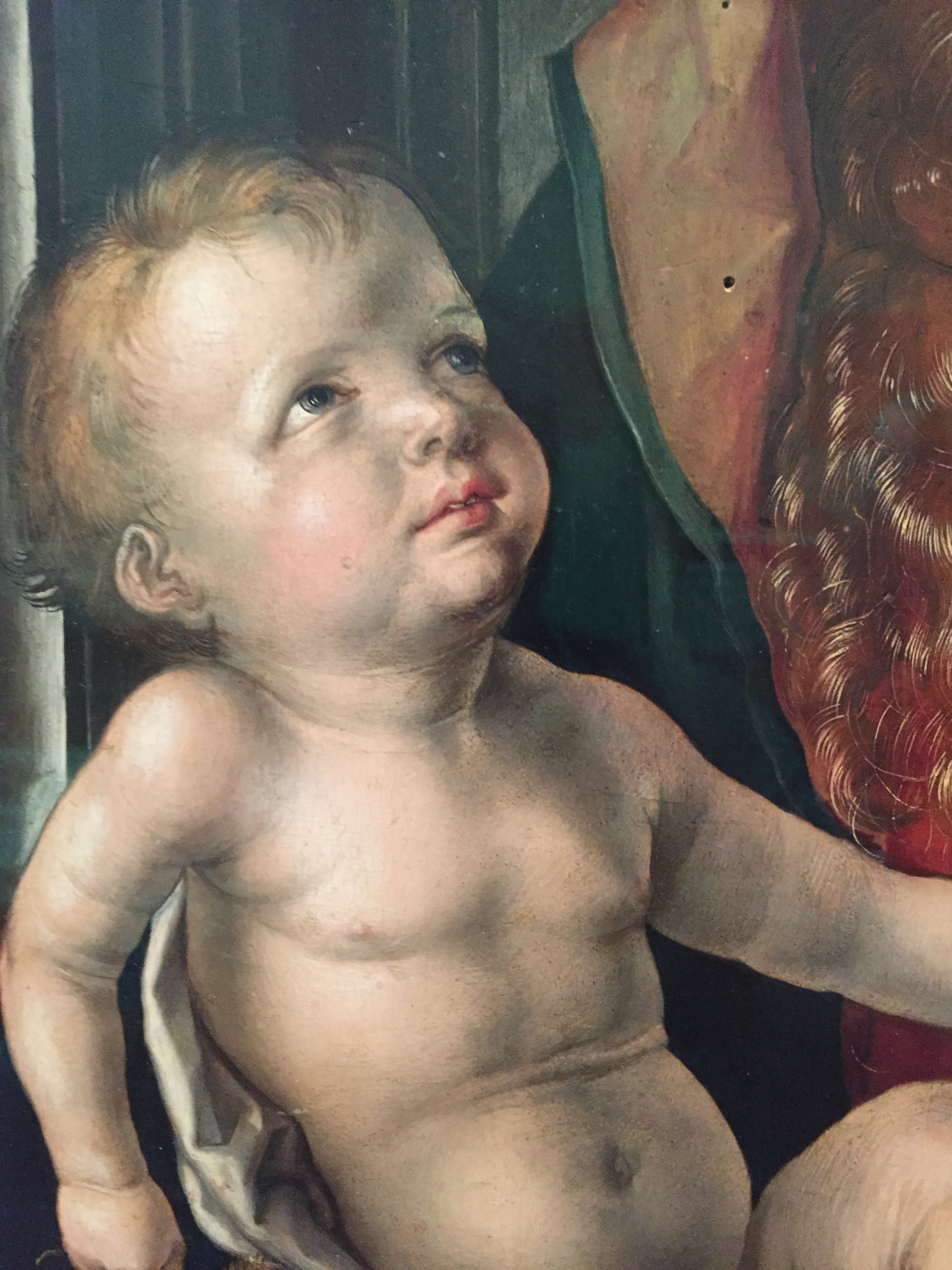
Madonna di Bagnacavallo, dettaglio

Sullo sfondo di una stanza scura, in cui si riconoscono una finestra tamponata da assi lignee, dove comunque filtra un po' di luce, e un arco che porta a un giardino murato (l'hortus conclusus), Maria, seduta, si staglia a metà figura, rappresentata fino alle ginocchia e con il Bambino in grembo, pure seduto e appoggiato al suo braccio destro. Un tenero gioco di gesti e sguardi lega le due figure: la mano sinistra di Gesù tiene infatti con un leggero contatto quella della madre, mentre l'altra, con un rametto di fragola , è vicina alla mano destra di Maria, che affiora dietro di lui, a sorreggerlo. L'atmosfera intima e tenera non è disturbata dalla cura del dettaglio che l'artista riservò ad alcuni particolari, come i lucenti capelli della vergine o la piega pesante che il suo mantello azzurro compie sulla testa, rivelando la fodera rosata, che si accorda con la veste rosso brillante.
Raro è nella produzione tedesca lo sfondo della stanza chiusa, ripreso probabilmente da un modello fiammingo.